# Enteren

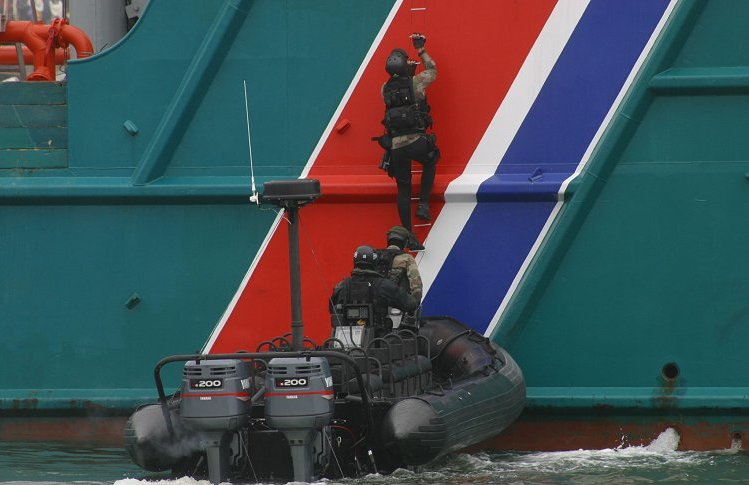
Franse commando's enteren een schip tijdens een demonstratie in 2004

Enteren is een benaming voor het illegaal of wederrechtelijk betreden van andere schepen. Vooral piraten, zeerovers en kapers deden veelvuldig aan enteren, en doen dit nog steeds.
Nu heet het illegaal betreden van een schip, poging tot inbraak en diefstal, wat strafbaar is. Enteren zoals uit de vroegere scheepvaart bestaat nog steeds, maar ook marine, kustwacht en politie kunnen een verdacht of gezocht schip praaien en "enteren" ter controle. Meestal is dit om drugs, illegalen of verstekelingen op te sporen. Als het schip niet in orde is, met zijn boordpapieren of het niet betalen van lig- en havengelden, wordt het in beslag genomen en legt men het schip aan de "ketting", aan de kade of midden in een havendok voor anker.
In het verleden hadden schepen zoals de kraak een romp die boven de waterlijn naar binnen neigde om het enteren te bemoeilijken.